# Военная топография
Военная топография — дисциплина военного дела, изучающая методы и средства оценки местности, ориентирования на местности и осуществления полевых измерений для обеспечения боевой деятельности войск (сил), определяющая правила по ведению рабочих карт командиров и разработки графических боевых документов.

## Специфика военной топографии
Военная топография является особым разделом топографии, приспособленной для нужд вооружённых сил.
Отличия топографии, применяемой в гражданской сфере, от топографии военной заключаются в первую очередь в разном подходе к принципам картографии.

### Принципы картографии

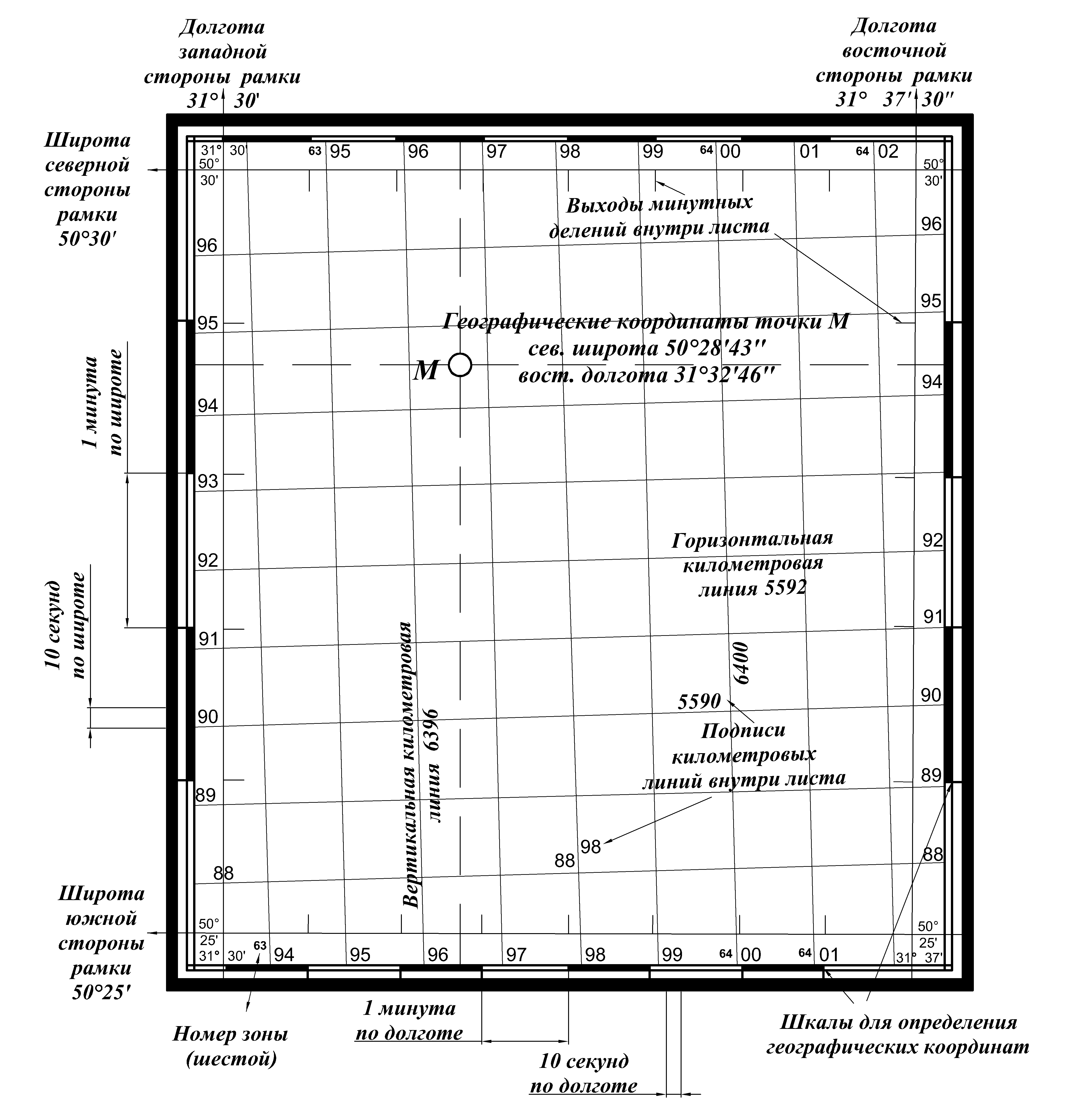
Шкалы географических координат и километровая сетка на карте масштабом 1:25000.
Сопоставление угловых и прямоугольных координат.

Если в топографии, применяемой в гражданской сфере, построение карт основано на применении системы географических координат земной поверхности, то в военной топографии применяется в основном система прямоугольных координат.
Внешне карты для гражданского применения и военные карты отображают одинаковую информацию о расположении географических объектов (контуры населённых пунктов, расстояния между географическими объектами и т. д.). Разница заключается в системе координат, которыми отмечена карта.
Для географических карт, для обозначения какого-либо места на земной поверхности применяется угловая координатная система долготы и широты, в которой отражена сферическая поверхность Земли. Любая точка на поверхности земли в ней отчитывается в угловых координатах относительно точки пересечения нулевого меридиана (меридиан Гринвича) с экватором.
В военной картографии вся земная поверхность условно разбита на прямоугольники определённых размеров — так называемая прямоугольная система координат или Система координат Гаусса—Крюгера. Местоположение точки на земной поверхности в ней отсчитывается как в Декартовой системе координат.
Точкой отсчёта принимается пересечение выбранного осевого меридиана с экватором. Для этого вся земная поверхность разбита на зоны, ограниченные меридианами, отстоящими друг от друга на 6°, с порядковой нумерацией, начиная от Гринвичского меридиана на восток. Всего 60 зон. К примеру, 8-я зона находится между меридианами 42° и 48° восточной долготы, а 58-я зона соответственно находится между меридианами 12° и 18° западной долготы.
К примеру, координаты условной точки М (смотреть на иллюстрации) с координатами 50°28'43'' с.ш. и 31°32'46'' в. д. находятся в 6-й зоне (между 30° и 36° восточной долготы), приблизительно севернее на 500 метров и восточнее на 700 метров от пересечения горизонтальной километровой линии 5594 (севернее экватора на 5594 километра) и вертикальной километровой линии 6396 (восточнее начала отсчёта ординат 6-й зоны на 396 километров по экватору). Соответственно запись в прямоугольных координатах условной точки М будет следующей: x=5594500 и y=6396700.
Данная система, в отличие от более точной системы географических координат, более удобна для быстрого составления карт и топографических расчётов. Погрешность, заложенная в прямоугольной системе координат, искажающая длину и площади, которая возникает из-за того, что не учитывается кривизна земной поверхности, не имеет существенного значения, так как заметно уменьшается с масштабом применяемой карты. Чем крупнее масштаб карты в прямоугольной системе координат, тем выше её точность.

### Условные обозначения

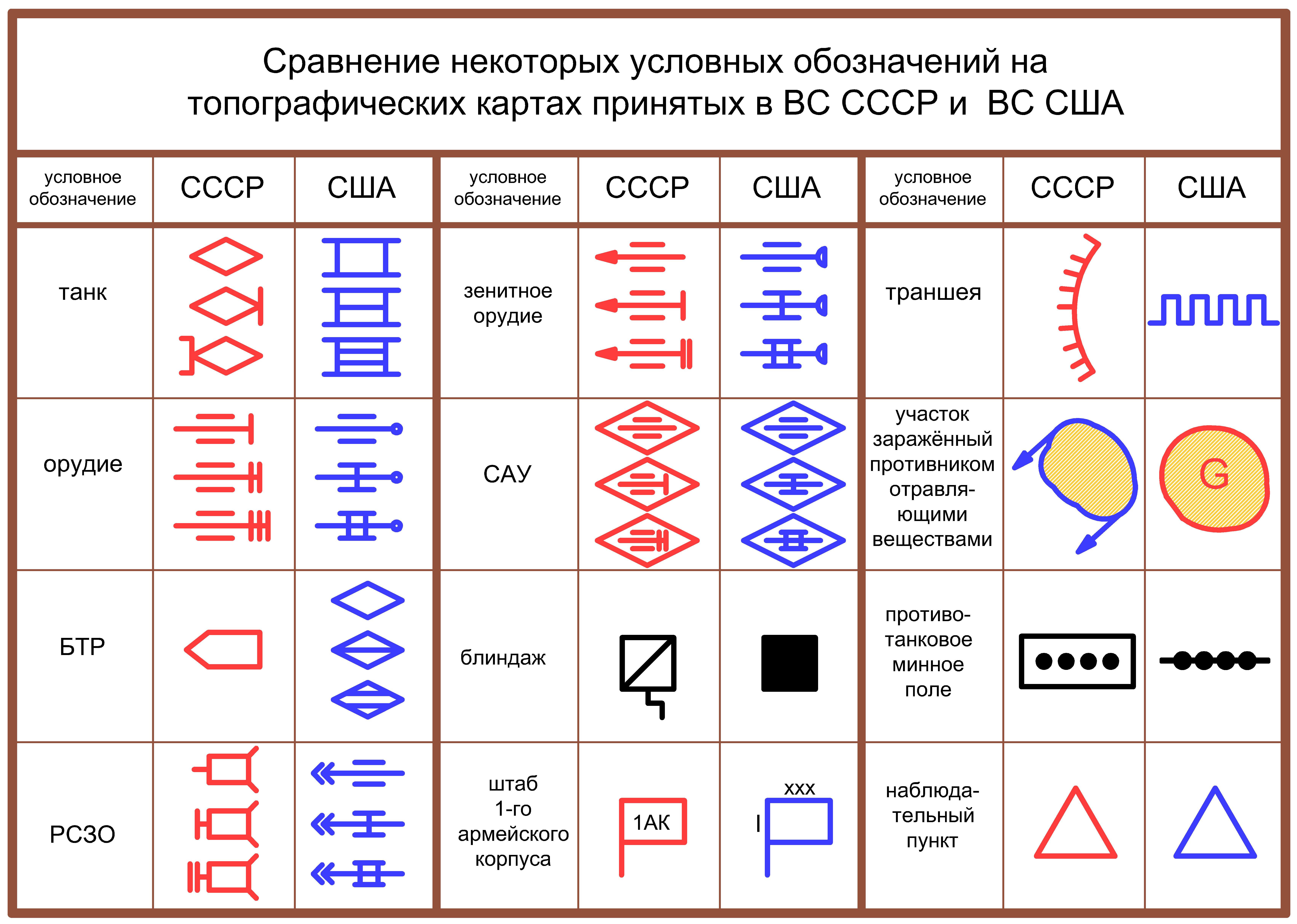

В гражданской сфере топографические карты отображают подробное расположение географических объектов (населённые пункты, водоёмы, реки, болота и т. д.), рельеф местности (горы, низины, овраги, возвышенности и т. д.) и иные неподвижные объекты (здания, улицы, дороги, аэродромы и т. д.).
В военном деле возникает потребность в отображении на карте информации о состоянии войск, их составе, о пунктах дислокации либо занимаемых позициях.
В связи с этим разработан большой комплекс условных обозначений, позволяющий отобразить на карте расположение боевой техники, подразделений по типам и состояние территории.

К примеру:
- артиллерийская батарея или одиночное орудие;
- танковая рота или одиночный танк на сторожевом посту;
- минное поле;
- фортификационные сооружения (траншея, дот, противотанковый ров и т. д.);
- участки заражённые оружием массового поражения;
- и многое другое

### Карта как средство управления

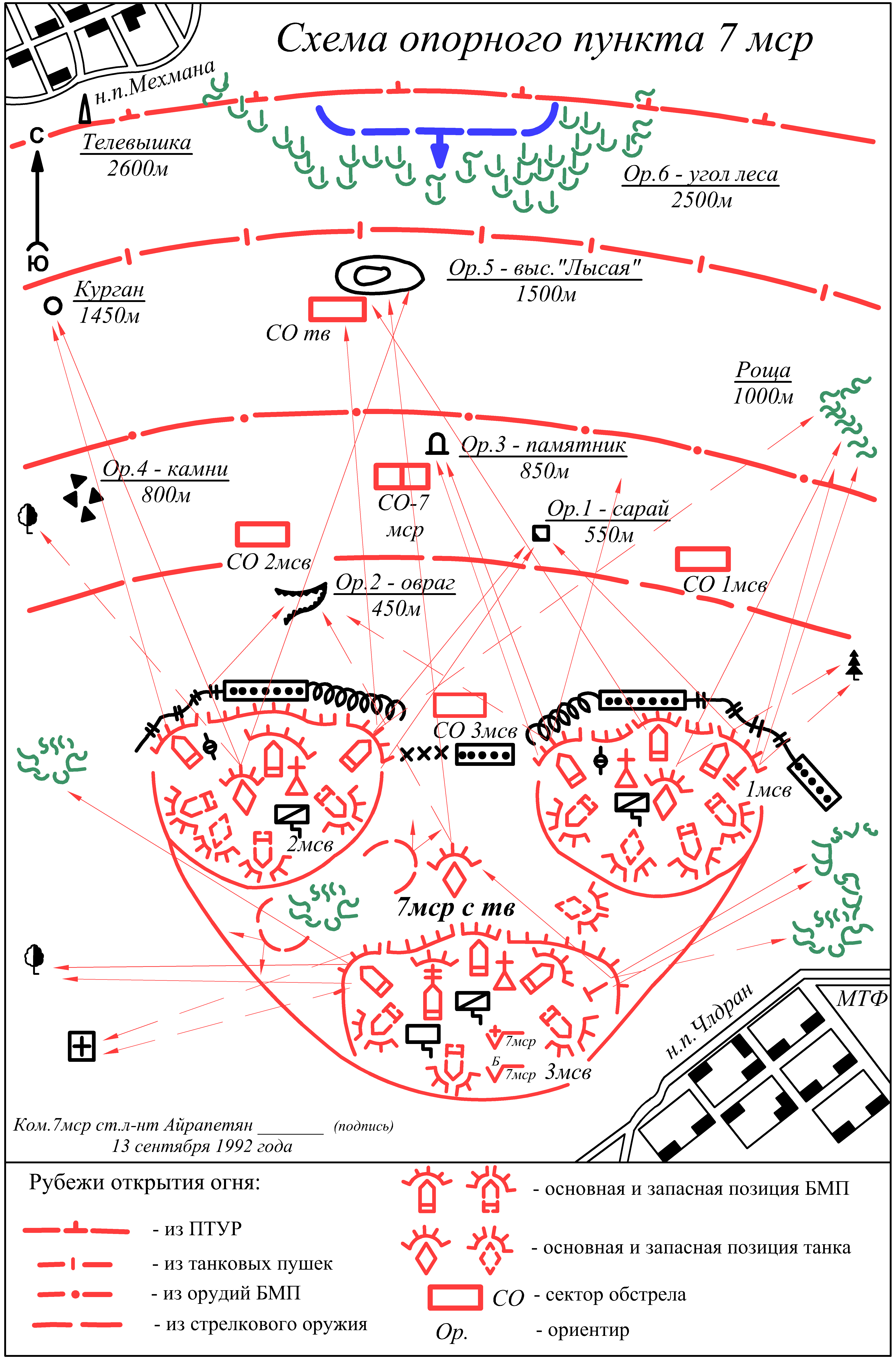
Схема опорного пункта мотострелковой роты.
Вариант из Боевого устава Сухопутных войск ВС СССР. 1982 год.

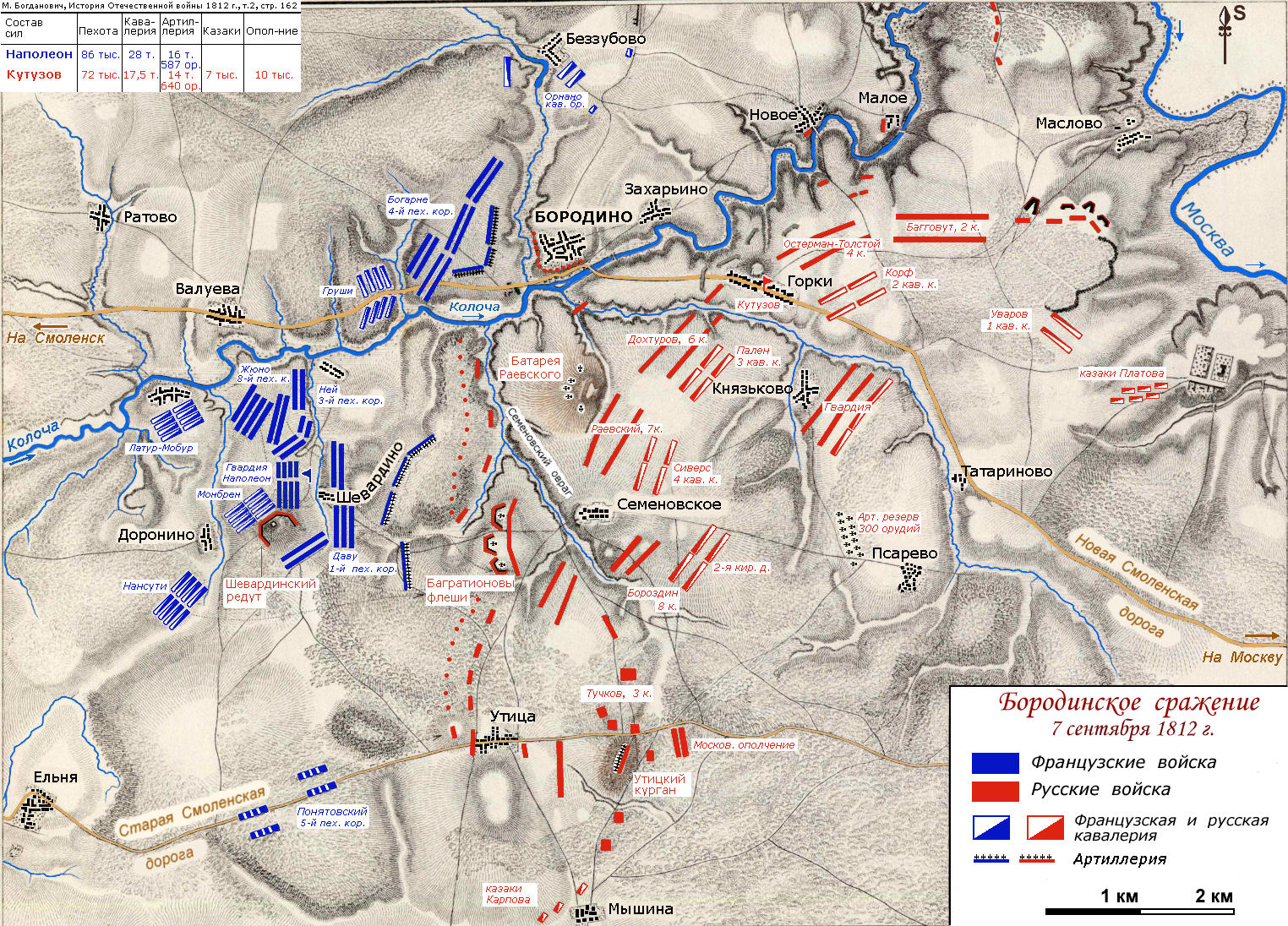
Схема диспозиции сил к утру а,
перед Бородинским сражением

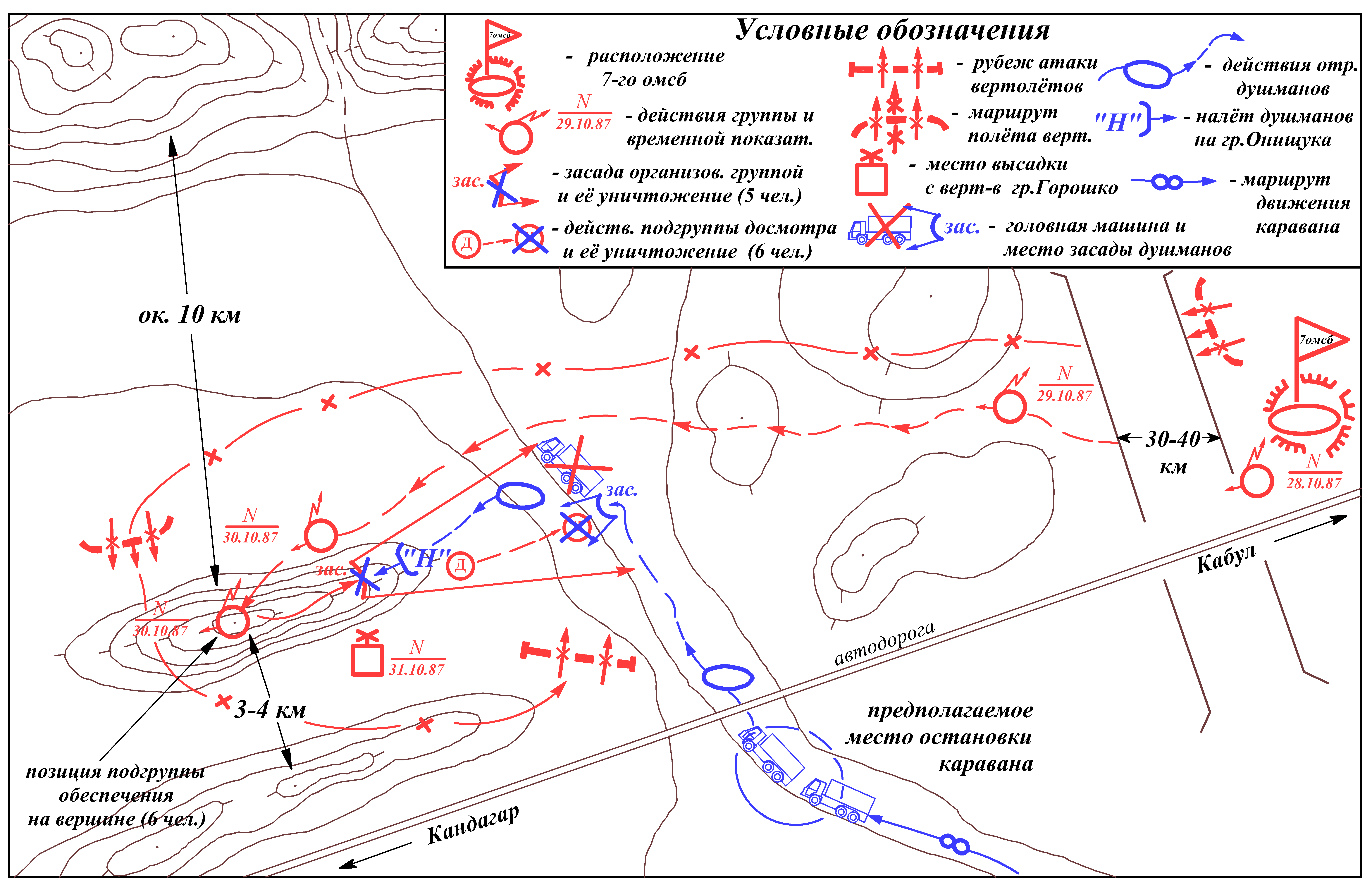
Схема действий разведгруппы «Каспий-724»
с 28 по 31 октября 1987 года

Карта боевых действий
в Римско-парфянской войне 54-64 годов

Следующей особенностью военной топографии является необходимость в отображении запланированных и не запланированных действий, осуществляемых войсками, и состоянии подразделений на разных этапах военных учений либо боевых действий.
В таком применении карта представляет собой средство управления войсками, предназначенное для решения следующих задач:
- уяснение полученной от командования боевой задачи;
- средство ведения расчётов;
- оценка тактической ситуации;
- постановка задач подчинённым;
- организация взаимодействия с другими формированиями;
- ведение целеуказания.

В военной топографии разработаны методы отображения на карте различных мероприятий осуществляемых войсками.
К примеру:
- развёртывание огневой позиции артиллерийской батареи;
- развёртывание мотострелкового батальона из походного строя в боевой порядок;
- высадка тактического десанта;
- сектор огня пулемётного расчёта;
- организация резервной линии обороны танковым батальоном;
- маршрут движения патрулей сторожевого охранения;
- и многое другое.

Кроме этого, топографическая карта в военном деле может нести в условных обозначениях временные отметки, отображающие план боевых действий по этапам.
Топографическая карта которая заполняется и ведётся командиром конкретного формирования (рота, дивизион, армия, фронт и т.д.), содержащая текущую тактическую (оперативную) обстановку, называется рабочая карта командира (в отличие от обобщающего термина карта обстановки - см. ниже).

### Схема местности
В военной топографии, кроме использования карт, принято широкое использование схем местности.
Схема местности — это вручную изготовленный рисунок, на котором представлен примерный план местности. Его можно изготовить копированием имеющейся топографической карты на полупрозрачную бумагу, либо зарисовыванием визуально просматриваемой наблюдателем местности. Во втором случае допускаются погрешности в масштабировании и в пропорциях отображаемых участков местности.
На основании схемы местности командир подразделения оформляет служебный документ по планированию предстоящих боевых действий.
Служебные документы, составленные по схеме местности, также называются схемами. В некоторых случаях термин схема опускается. В советской военной школе для обозначения на схеме местности действий в обороне отделения применялся термин карточка огня.
Примеры названий служебных документов, составленных по схеме местности:
- Схема опорного пункта мотострелковой роты;
- Карточка огня гранатомётного отделения;
- Оборона батальона в городе;
- Схема расположения батальона (роты) на месте;
- Боевой порядок и боевые задачи танкового батальона при переходе в наступление с ходу;
- Форсирование водной преграды мотострелковым батальоном с ходу.

### Карта и схема местности как средство анализа события
В военном деле схема местности или карта, также применяется как средство анализа текущего или произошедшего события. 

По событиям имевшим место в ходе боевых действий, часто требуется детальное расследование произошедшего, которое должно внести ясность в произошедшем.

В таких случаях создаются схемы местности (или на картах) на которых отмечаются следующие детали:
- позиция своих войск и их перемещения (манёвры) с отметкой временных показателей;
- позиция войск противника их манёвры с отметкой временных показателей;
- действия войск и места боестолкновения сторон;
- численный состав и вооружение сторон;
- отметки о потерях сторон, уничтожении боевой техники, подразделений, потере позиций;
- маршруты продвижения, наступления и отступления формирований.

Если на карте (схеме) отображаются текущие или прошедшие боевые действия на большом участке местности, применяется термин "карта (схема) боевых действий". 

Карта на которой обозначена текущая обстановка, именуется термином "карта обстановки".

## Топогеодезическое обеспечение
Комплекс мероприятий по обеспечению войск и штабов топогеодезическими данными по ТВД называется топогеодезическим обеспечением (ТГО). Является одним из видов боевого обеспечения и составной частью Военной топографии.
Топогеодезическое обеспечение включает в себя следующие пункты:
- подготовка и доведение до войск астрономо-геодезических и гравиметрических данных
- изготовление, постоянное обновление, накопление запасов и снабжение штабов и войск топографическими картами
- изготовление и снабжение войск специальными картами и фотоснимками местности
- осуществление топографической разведки

Организация ТГО осуществляется топографическими подразделениями при штабах соединений в ВВС и Сухопутных войсках и гидрографическими подразделениями при штабах соединений ВМФ.

## Топографическая разведка
Добывание сведений, необходимых для топогеодезического обеспечения, называется топографической разведкой.
Главная цель топографической разведки — это выяснение соответствия содержания топографических карт действительному состоянию местности. Местность может изменяться под воздействием сил природы либо деятельности человека. Топографическая разведка служит обновлению и уточнению информации, приводимой на картах.
Также топографическая разведка определяет возможность использования топографических карт, специальных карт, фотоснимков местности, астрономо-геодезических и гравиметрических данных, перехваченных у противника.

## Интересный факт
В государствах, являвшихся стратегическими противниками (СССР и США), условное обозначение на картах своих войск и войск противника является противоположным.
К примеру, в ВС СССР на многоцветных картах и схемах боевой состав, принадлежность, положение, вооружение, боевые задачи и действия своих войск наносятся красным цветом (по названию Красной армии), а противника синим цветом.
В ВС США войска и вооружение противника принято изображать красным цветом, а свои синим цветом, что, возможно, происходит со времен Войны за независимость, когда мундиры подобного цвета имели британские и американские войска соответственно.